# August von Weckherlin

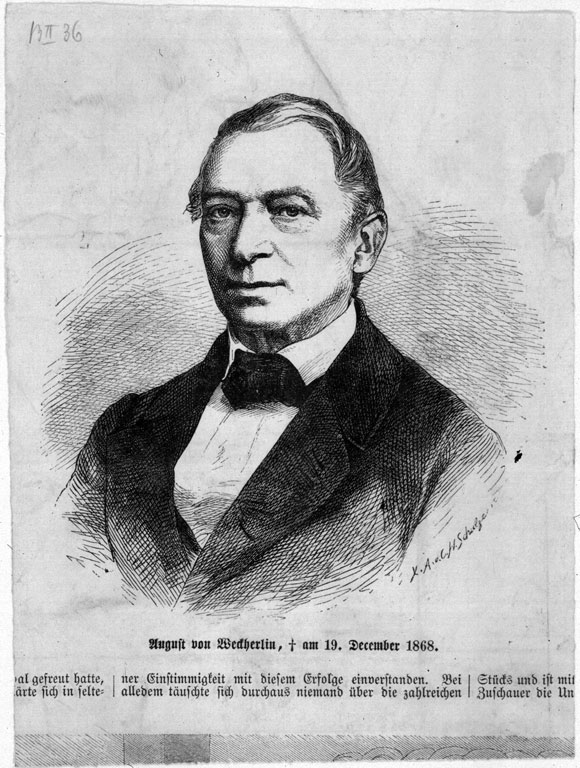
August von Weckherlin

August von Weckherlin (* 8. März 1794 in Stuttgart; † 18. Dezember 1868 ebenda) war ein deutscher Agrarwissenschaftler und Domänenverwalter. Er gilt als einer der bedeutendsten Fachvertreter auf den Gebieten der Tierhaltung und Tierzucht im 19. Jahrhundert.

## Lebensweg
August von Weckherlin, Sohn eines Prälaten und Realschulrektors, studierte 1815 und 1816 Landwirtschaft bei Philipp Emanuel von Fellenberg in Hofwyl (Schweiz). 1817 erhielt er eine Stelle als Referandär bei der württembergischen Hof- und Domänenkammer und bereits neun Monate später wurde er zum Hofkameralverwalter befördert. In dieser Funktion bewirtschaftete er mit großem Erfolg die königlichen Domänen Scharnhausen, Weil im Schönbuch und Kleinhohenheim. Sein Interesse galt vornehmlich der Rinderzucht. Seit 1827 veröffentlichte er Beiträge über die Rinderrassen in Württemberg, die ihm in der Fachwelt hohes Ansehen verschafften. Aber auch in der Schafzucht kannte sich Weckherlin aus, denn König Wilhelm I. beauftragte ihn mit dem Ankauf von Schafen für die Domäne Achalm bei Reutlingen.
1837 verlieh ihm der württembergische König den Titel „Geheimer Hofdomänenrat“ und ernannte ihn zum Direktor der Land- und Forstwirtschaftlichen Lehranstalt in Hohenheim. Gleichzeitig ehrte er ihn durch die Verleihung des Ritterkreuzes des Ordens der Württembergischen Krone,. Nach achtjähriger Tätigkeit verzichtete er jedoch auf sein Amt. Von 1845 bis 1866 verwaltete er als oberster Gutsdirektor die landwirtschaftlichen Besitztümer des Fürsten von Hohenzollern-Sigmaringen.

## Lehre und Forschung
Im Frühjahr 1837, einige Monate vor seiner Berufung zum Direktor der Hohenheimer Lehranstalt, unternahm Weckherlin im Auftrag des württembergischen Königs eine dreimonatige landwirtschaftliche Studienreise nach England. Vor Ort sollte er die seinerzeit als vorbildlich geltenden Landbaumethoden in England kennenlernen und prüfen, inwieweit diese in der württembergischen Landwirtschaft angewendet werden können. Sein fundierter Abschlussbericht über die Ergebnisse dieser Englandreise erschien 1842 (weitere Auflagen 1845 und 1852) unter dem Titel „Ueber englische Landwirthschaft und deren Anwendung auf andere landwirthschaftliche Verhältnisse insbesondere Deutschlands“.
Weckherlin beschreibt hier präzise die wichtigsten in England angewandten Landbaumethoden und vergleicht sie mit den Bewirtschaftungssystemen in Württemberg. Die wiederholten Auflagen des Buches zeigen das große Interesse fortschrittlich orientierter Landwirte an diesem Bericht, der die Einführung eines nach rationellen Grundsätzen betriebenen Landbaus in Deutschland nachhaltig gefördert hat.
Unter dem Direktorat von Weckherlin erlebte die Land- und Forstwirtschaftliche Lehranstalt in Hohenheim erhebliche Veränderungen. Der Lehrkörper wurde erweitert und das Lehrangebot stärker zu den naturwissenschaftlichen Fachdisziplinen und zur landwirtschaftlichen Technologie verlagert. Als vorausschauender Planer hat Weckherlin die Anstalt neu gegliedert und eine land- und forstwirtschaftliche Abteilung geschaffen. Während seiner Amtszeit stieg die Anzahl der Studenten. Die von Weckherlin gehaltene Vorlesung über Tierzucht, wurde später unter dem Titel „Tierproduktionslehre“ eine der tragenden Säulen im Lehrprogramm der Hohenheimer Lehranstalt.
Als Agrarwissenschaftler hat sich Weckherlin vor allem auf den Gebieten der Tierzucht und der Tierhaltung einen Namen gemacht. Sein Hauptwerk, das 1842 erschienene dreibändige Lehr- und Handbuch „Die landwirthschaftliche Thierproduktion“, erlebte bis 1865 insgesamt vier Auflagen. Es gehört zu den „klassischen“ Werken der wissenschaftlichen Agrarliteratur des 19. Jahrhunderts. Weckherlin vertrat darin zwar die umstrittene und später widerlegte „Konstanztheorie“, wonach nur gleiche Tier-Rassen untereinander gekreuzt werden sollten. Dennoch hat die breite Diskussion über dieses Werk dazu beigetragen, den Stellenwert des Fachgebietes Tierproduktion innerhalb der Agrarwissenschaften und damit auch in den Lehrplänen des Landwirtschaftstudiums zu erhöhen.
Für Weckherlin war die Tierproduktion (Viehwirtschaft) der Schlüssel für eine erfolgreiche Landwirtschaft. Nach seiner Lehr- und Forschungskonzeption sollte sich der Pflanzenbau den Erfordernissen der Viehwirtschaft anpassen und der Pflege der Wiesen und dem Futterbau mehr Aufmerksamkeit widmen.

## Hauptwerke
- Landwirthschaftliche Beschreibung der königlichen Besitzungen Weil, Scharnhausen, Klein-Hohenheim, Monrepos, der Favorite und Achalm. In: Korrespondenzblatt des Württembergischen Landwirtschaftlichen Vereins 1825, S. 3–158.
- Abbildungen der Rindvieh- und anderen Hausthier-Racen auf den Privatgütern Seiner Majestät des Königs von Württemberg nebst angehängter Beschreibung. Nach dem Leben gezeichnet und lithographiert von Lorenz Ekeman-Allesson, Fr. Wagner und G. Küstner. Text von August Weckherlin. 6 Lieferungen, 24 Tafeln und 13 Seiten Text. Verlag Löflund Stuttgart 1827–1834. – Nachdruck der bibliophilen Original-Ausgabe: Edition „libra rari“ Hannover 1984.
- Die Rindviehzucht Württembergs. Mit Vorschlägen zu deren weiterer Emporbringung. Ein Beitrag zur landwirthschaftlichen Beschreibung des Königreichs. Verlag Cotta Stuttgart und Tübingen 1839.
- Ueber englische Landwirthschaft und deren Anwendung auf andere landwirthschaftliche Verhältnisse insbesondere Deutschlands. Nach eigener Anschauung. Gekrönte Preisschrift. Verlag Cotta Stuttgart und Tübingen 1842; 2. Aufl. 1845; 3. Aufl. 1852.
- Die landwirthschaftliche Thierproduktion. Teil 1: Allgemeiner Theil; Teil 2: Rinderzucht; Teil 3: Schafzucht. Verlag Cotta Stuttgart und Tübingen 1846; 2. Aufl. 1851; 3. Aufl. 1857; 4. Aufl. 1865.